# United Records

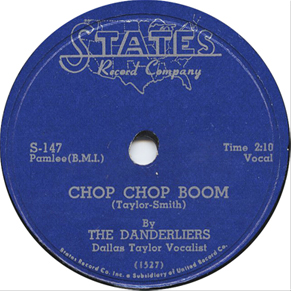
States-etikett från 1955.

United Records var ett amerikanskt oberoende skivbolag som grundades i juli 1951 av den före detta polisen och skrädderiägaren Leonard Allen (1899-1985) och Lewis Conrad "Lew" Simpkins (1918-1953), tidigare delägare och A&R i bolagen Miracle och Premier Records och som tagit med sig en del av sina artister till sitt nya bolag. United gav ut skivor med rhythm and blues, jazz och gospel och inledningen blev framgångsrik med två förstaplatser på Billboards R&B-listor under första året: Tab Smiths "Because of You" december 1951 och Jimmy Forrests "Night Train" mars-april 1952. I maj 1952 startade bolaget etiketten States Records och i augusti fick United sin tredje listetta på Billboard med The Four Blazes "Mary Jo". Därefter fick även Jimmy Forrests "Hey Mrs. Jones" en tredjeplats på Billboard i januari 1953, men sedan uteblev framgångarna.
Lew Simpkins drabbades dessutom av leukemi och avled den 27 april 1953, vilket lämnade den oerfarne Allen att (med hjälp av Samuel Smith, som skött A&R för vokalgupperna, och sekreteraren, "Miss Harris") sköta verksamheten. Detta ledde till att jazz- och bluesmusikerna (med undantag för Tab Smith), exempelvis Jimmy Forrest, Chris Woods, Gene Ammons, Tiny Grimes, Johnny Wicks, Junior Wells, Memphis Slim, L. C. McKinley, Big Walter Horton och Roosevelt Sykes, försvann från bolaget 1954, medan inspelning/utgivning av gospel fortsatte (The Staple Singers tillkom exempelvis 1954) och doo wop ökade. Bristen på framgång och därmed allt sämre ekonomi fick dock United/States att lägga ner efter "julskivorna" 1957. En del material såldes strax därefter till Savoy Records, medan återstoden (som Allen fortfarande ägde) förvärvades av Bob Koester 1975 (merparten av detta gavs sedan ut som samlingsalbum på Koesters Delmark Records).